# Porsche Supercup
A Porsche Mobil 1 Supercup (conhecido como Porsche Supercup Michelin  antes de 2007) é uma categoria de competição internacional de corridas com apoio da FIA Formula One World Championship, organizada pela montadora alemã Porsche.
Na Porsche Supercup competem, todos carros iguais, sendo o veículo padrão, o Porsche 911 GT3 Cup, baseado no então Porsche 911 Carrera. Em média, 24 carros de corrida participam em cada corrida. A maioria dos circuitos visitados pela série são europeus, embora os circuitos do Bahrein , Emirados Árabes Unidos e Estados Unidos tenham sido incluídos no calendário.

## História
Desde 1993, a Porsche Supercup Michelin foi executada como um suporte para a Fórmula 1 da FIA World Championship, no entanto, o número de corridas aumentou de nove para o total 13 em 2006, embora diminuindo para 11 em 2007.

## Corrida
Na Porsche Supercup, todos os veículos são tecnicamente idênticos: 450 hp, câmbio seqüencial de seis velocidades, pacote aero, e um freio de cerâmica desenvolvido especialmente pela Porsche, totalizando 1,200 kg o veículo. O freio é utilizada exclusivamente na Porsche Supercup.

## Pneus
Dois conjuntos de pneus lisos podem ser usados por carros. O número de pneus de chuva é ilimitado. Os pneus são idênticos para todos os concorrentes, não podendo serem aquecidos ou modificados quimicamente.
Os pontos são atribuídos aos primeiros 15 finalistas de cada raça e de toda a contagem corridas. Para receber pontos de um condutor deve competir em várias corridas por temporada. Desde 2008, houve dois pontos de bônus serão concedidos para o motorista que garante a pole position no treino classificatório.

## Campeonato
Os pontos dos dois melhores pilotos de cada equipe são adicionados. No final da temporada, a Porsche determina as três equipes melhores colocadas com premiação em dinheiro.
| Posição | 1º | 2º | 3º | 4º | 5º | 6º | 7º | 8º | 9º | 10º | 11º | 12º | 13º | 14º | 15º | Pole |
| Pontos  | 20 | 18 | 16 | 14 | 12 | 10 | 9  | 8  | 7  | 6   | 5   | 4   | 3   | 2   | 1   | 2    |
| ------- | -- | -- | -- | -- | -- | -- | -- | -- | -- | --- | --- | --- | --- | --- | --- | ---- |

Em 2006 e 2007, a Porsche AG pagou cerca de 820.000 € para pilotos e equipes. O primeiro colocado de cada corrida recebe 9000 €, o segundo colocado 7.500 €  e os terceiro colocado 6.500 €. Até o 15 º lugar 1400 € são pagos. Além disso, o campeão de 2006 e 2007 recebeu um carro de estrada da Porsche.

## Campeões
| Ano  | Piloto campeão      | Equipe campeã              |
| ---- | ------------------- | -------------------------- |
| 1993 | Jean-Pierre Malcher | Porsche Zentrum Koblenz    |
| 1994 | Uwe Alzen           | Porsche Zentrum Koblenz    |
| 1995 | Jean-Pierre Malcher | JMB Competition            |
| 1996 | Emmanuel Collard    | JMB Competition            |
| 1997 | Patrick Huisman     | Olaf Manthey Racing        |
| 1998 | Patrick Huisman     | Olaf Manthey Racing        |
| 1999 | Patrick Huisman     | Olaf Manthey Racing        |
| 2000 | Patrick Huisman     | Olaf Manthey Racing        |
| 2001 | Jörg Bergmeister    | Farnbacher Racing          |
| 2002 | Stéphane Ortelli    | Kadach Tuning              |
| 2003 | Frank Stippler      | Farnbacher Racing          |
| 2004 | Wolf Henzler        | Farnbacher Racing          |
| 2005 | Alessandro Zampedri | Walter Lechner Racing      |
| 2006 | Richard Westbrook   | Tolimit Motorsport         |
| 2007 | Richard Westbrook   | Walter Lechner Racing      |
| 2008 | Jeroen Bleekemolen  | Walter Lechner Racing      |
| 2009 | Jeroen Bleekemolen  | Konrad Motorsport          |
| 2010 | René Rast           | Al Faisal Lechner Racing   |
| 2011 | René Rast           | Veltins Lechner Racing     |
| 2012 | René Rast           | Hermes Attempto Racing     |
| 2013 | Nicki Thiim         | Attempto Racing            |
| 2014 | Earl Bamber         | VERVA Lechner Racing Team  |
| 2015 | Philipp Eng         | Lechner Racing Middle East |
| 2016 | Sven Müller         | Lechner MSG Racing Team    |
| 2017 | Michael Ammermüller | Lechner MSG Racing Team    |
| 2018 | Michael Ammermüller | BWT Lechner Racing         |
| 2019 | Michael Ammermüller | BWT Lechner Racing         |